# Herrschaft Bargau
Die Herrschaft Bargau mit Sitz auf Burg Bargau in Bargau, heute ein Stadtteil von Schwäbisch Gmünd im Ostalbkreis in Baden-Württemberg, wurde 1326 erstmals erwähnt. Die Herren von Rechberg, die die Herrschaft zu Lehen hatten, erwarben 1393 die Herrschaft Bargau zu eigen. Sie verkauften die Herrschaft 1544 an die Reichsstadt Schwäbisch Gmünd. 
Im Jahr 1803 kam die Herrschaft Bargau unter die Landeshoheit von Württemberg.